# Candi Laras
Candi Laras est un petit site archéologique qui se trouve dans le district de Candi Laras Selatan dans la province indonésienne de Kalimantan du Sud, dans l'île de Bornéo. On y a trouvé des morceaux de statue de Batara Guru (un autre nom de Shiva en Indonésie), du taureau Nandi, son vahana (monture), et d'un linga. Ces objets sont exposés au musée Lambung Mangkurat près de Banjarmasin, la capitale de la province. Le site était donc consacré à Shiva.
Près du site, dans le bassin de la rivière Amas, on a trouvé une statue du Buddha Dipankara et une inscription bouddhique en écriture pallava.
La région de Laras était le siège du royaume de Daha, qu'on suppose avoir été de culte hindou-bouddhique.